# Sphenomorphus beyeri
Sphenomorphus beyeri este o specie de șopârle din genul Sphenomorphus, familia Scincidae, descrisă de William Randolph Taylor în anul 1922. A fost clasificată de IUCN ca specie cu risc scăzut. Conform Catalogue of Life specia Sphenomorphus beyeri nu are subspecii cunoscute.